# Профессор РАО
Профе́ссор Росси́йской акаде́мии образова́ния (Профессор РАО) — почётное учёное звание, присуждаемое Президиумом РАО за научные достижения в сфере наук об образовании, а также за активное участие в реализации основных задач и функций академии. Звание присваивается гражданам Российской Федерации не старше 50 лет (на момент рассмотрения), только докторам наук, осуществляющим научно-исследовательскую и/или образовательную деятельность в научных организациях или образовательных организациях высшего образования, причём претендент не может быть членом какой-либо из государственных академий наук. В случае избрания, впоследствии, членом академии, учёный не лишается профессорского звания, но его наличие перестаёт указываться в документах о статусе данного учёного в академии. Звание профессора Российской академии образования учреждено в 2016 году.

## Статистические сведения о профессорах РАО
На конец марта 2025 года насчитывалось 75 профессоров РАО (включая девятерых уже ставших членами Академии), из них 36 женщин. Примерно половина профессоров РАО родилась в 1970-е годы.
По отраслям науки, 37 человек имеют докторскую степень по педагогике, ещё 16 человек — по психологии, остальные являются докторами наук по экономике (шестеро), философии, филологии (по трое) и в других сферах. 
Территориально, в сообществе профессоров РАО представлены различные регионы Российской Федерации, в том числе Москва, Сибирь, Кавказ, Дальний Восток.

## Список носителей звания «Профессор РАО»

### Профессора РАО, ставшие членами РАО
- Акишина, Екатерина Михайловна (стала членкором РАО)
- Басюк, Виктор Стефанович (стал академиком РАО)
- Брель, Елена Юрьевна (стала членкором РАО)
- Коротков, Александр Михайлович (стал членкором РАО)
- Соловьёва, Татьяна Александровна (стала членкором РАО)
- Сорокоумова, Светлана Николаевна (стала членкором РАО)
- Тарасов, Сергей Валентинович (стал академиком РАО)
- Шматко, Алексей Дмитриевич (стал членкором РАО)
- Яницкий, Михаил Сергеевич (стал членкором РАО)

### Профессора РАО, не ставшие членами РАО
- Антонова, Марина Владимировна
- Бебенина, Екатерина Вячеславовна
- Белогуров, Анатолий Юльевич
- Бокова, Татьяна Николаевна
- Буркин, Дмитрий Олегович
- Величковский, Борис Борисович
- Владимирова, Татьяна Николаевна
- Володин, Александр Анатольевич
- Воробьёва, Елена Викторовна
- Гагкуев, Руслан Григорьевич
- Галицын, Сергей Викторович
- Галушкин, Александр Александрович
- Гончаров, Михаил Анатольевич
- Горбунова, Наталья Владимировна
- Горшкова, Оксана Олеговна
- Докучаев, Илья Игоревич
- Елькина, Ольга Юрьевна
- Емелин, Вадим Анатольевич
- Ермаков, Алексей Михайлович
- Ермаков, Дмитрий Сергеевич
- Жаркова, Алена Анатольевна
- Желтухина, Марина Ростиславовна
- Зенкина, Светлана Викторовна
- Кагермазова, Лаура Цраевна
- Кагосян, Ашот Саратович

он же: Канюк, Алексей Сергеевич
- Карабущенко, Наталья Борисовна
- Караяни, Юлия Михайловна
- Карпов, Александр Анатольевич
- Карунас, Александра Станиславовна
- Келлер, Андрей Владимирович
- Константинов, Всеволод Валентинович
- Куликова, Светлана Вячеславовна
- Лобанов, Антон Валерьевич
- Лукашенко, Дмитрий Владимирович
- Львова, Анна Сергеевна
- Матвеев, Владимир Владимирович
- Мухина, Татьяна Геннадьевна
- Неборский, Егор Валентинович
- Нечаев, Владимир Дмитриевич
- Никитина, Ольга Александровна
- Никульчев, Евгений Витальевич
- Огоев, Алан Урузмагович
- Пазухина, Светлана Вячеславовна
- Панарин, Андрей Александрович
- Пичугина, Виктория Константиновна
- Посохова, Анастасия Владиславовна
- Ромашина, Екатерина Юрьевна
- Рыжова, Наталья Ивановна
- Садовничая, Инна Викторовна
- Саидов, Заурбек Асланбекович
- Сангаджиев, Бадма Владимирович
- Сергеев, Алексей Николаевич
- Слепко, Юрий Николаевич
- Степанов, Павел Валентинович
- Строев, Владимир Витальевич
- Тарханова, Ирина Юрьевна
- Фасоля, Алексей Анатольевич
- Фахрутдинова, Анастасия Викторовна
- Фёдоров, Олег Дмитриевич
- Филатова, Юлия Олеговна
- Хайруллина, Эльмира Робертовна
- Ходус, Вячеслав Петрович
- Храпаль, Лариса Робертовна
- Чернобай, Елена Владимировна
- Шамионов, Раиль Мунирович
- Юдина, Наталья Владимировна

## Сравнение с другими профессорскими званиями
Профессорские звания в СССР и постсоветской России традиционно присваива-лись/-ются надзорным органом высшей школы — чаще всего Высшей аттестационной комиссией (ВАК). Существуют определённые требования к соискателю, выполнение которых гарантирует присвоение. За наличие звания профессора ВАК предусмотрены регулярные денежные выплаты (надбавка).
Академическое профессорское звание присваивается в конкурсном порядке, причем скорее за научные, нежели чисто педагогические достижения. Будучи почётным, оно не предполагает каких-либо выплат обладателям. Но его наличие является аргументом для повышения сотрудника в должности, а в рамках РАО даёт преимущество при избрании членом академии. 
Звание профессора РАО было введено по аналогии с учреждённым несколько ранее званием профессора РАН в Российской академии наук. Положения о звании и цели учреждения в обеих академиях очень похожи. 

## Прочие почётные звания РАО
Помимо звания «Профессор РАО», в академии учреждены почётные звания «Доцент РАО» (возрастной лимит 35 лет) и «Почётный член РАО».